# Fikret Abdić
Fikret Abdić (né le 29 septembre 1939) est un politicien et homme d'affaires de Bosnie-Herzégovine. Il est impliqué dans une importante affaire de corruption en 1987. Il se fait d'abord connaître dans les années 1980 pour son rôle dans la transformation du Velika Kladuša - société d'agriculture sur la base Agrokomerc dans un des plus grands conglomérats de république fédérative socialiste de Yougoslavie.
Au début des années 1990, pendant la guerre de Bosnie, Abdić déclare son opposition au gouvernement officiel bosniaque, et crée la province autonome de Bosnie occidentale, une petite province dans le coin nord-ouest de la Bosnie-Herzégovine, qui regroupe la ville de Velika Kladuša et quelques villages.
Le mini-État existe entre 1993 et 1995 et est allié avec l'Armée de la république serbe de Bosnie,. En 2002 il est accusé de crime de guerre contre les bosniaques loyaux au gouvernement par la cour de Croatie et est condamné à 20 ans d'emprisonnement, peine qui a plus tard été réduite en appel à 15 ans par la Cour suprême de Croatie. Le 9 mars 2012, il est libéré après avoir effectué les deux tiers de sa peine.

## Biographie

### Jeunesse
Fikret Abdić est né dans le village de Donja Vidovska, Velika Kladuša, royaume de Yougoslavie le 29 septembre 1939.

### Début de carrière
Avant la guerre, Abdić était le directeur d'Agrokomerc, une société de Velika Kladusa qu'il a élevé d'une coopérative agricole vers une organisation alimentaire moderne, qui employait plus de 13 000 travailleurs, et qui a eu un impact positif sur l'ensemble de la zone. Agrokomerc a changé la Velika Kladusa, d'une région frappée par la pauvreté, à une puissance régionale. Les résidents locaux de Velika Kladusa le surnommaient Babo (papa). Il a dirigé la société avec le soutien du politicien influent Hamdija Pozderac et de son frère, Hakija.
À la fin de 1987, juste avant Hamdija Pozderac, Raif Dizdarević était sur le point de reprendre la présidence annuelle de Yougoslavie, un scandale éclata, et Abdić se retrouva emprisonnés pour malversations financières, Hamdija Pozderac a alors démissionné. Le scandale a secoué non seulement la république socialiste de Bosnie-Herzégovine, mais l'ensemble de la Yougoslavie. Un autre de ses mouvements controversés a été l'érection d'un monument à un başbölükbaşı bosniaque de l'armée ottomane Mujo Hrnjica sur une colline au-dessus de Velika Kladusa.
Après sa sortie de prison, il a pris la décision de rejoindre le Parti d'action démocratique et a concouru pour la présidence de la Bosnie-Herzégovine dans les élections de 1990. Conformément à la constitution de l'époque, les électeurs ont élu sept membres à la présidence; deux Bosniaques, deux Serbes, deux Croates et un Yougoslave. Lui et son futur rival Alija Izetbegović ont concouru pour les deux places bosniaques, et ont tous les deux été élus. Une fois les postes remplis, les membres de la présidence ont élu un Président de la présidence qui a agi à sa tête. Abdić a remporté plus de votes populaires que Izetbegović mais ne prendra pas ses fonctions pour des raisons qui demeurent obscures.

### Guerre de Bosnie
Selon le magazine NIN, quand la guerre bosnienne a éclaté, Abdić apparut brièvement à Sarajevo en espérant assumer la présidence après Izetbegović qui avait été arrêté par l'Armée populaire yougoslave. Cependant, il a été préempté que Izetbegović avait déjà nommé Ejup Ganic pour ce poste.
Quelques mois plus tard, Abdić décida de revenir à Bihac et de conduire les gens là-bas. Populaire localement, ayant des liens à la fois avec Belgrade et Zagreb, Abdić était préoccupé par les intérêts commerciaux de son fief, et s'opposa au gouvernement d'Izetbegović. Il a formé la province autonome de Bosnie occidentale, un mouvement qui accuse le gouvernement de  trahison. Il a signé des accords de paix avec les Croates (14 septembre 1993) et les dirigeants serbes (22 octobre 1993) qui étaient satisfaits d'affaiblir le gouvernement bosniaque à la lumière de l'accord de Karađorđevo et de l'accord de Graz qui visait à partitionner la Bosnie-Herzégovine. Fikret Abdic établit des camps de concentration pour la population bosniaque loyale envers le gouvernement comme Drmeljevo et Miljkovici. Les détenus dans les camps ont été soumis à la torture, aux exécutions, à des agressions sexuelles, des passages à tabac et à divers traitement cruels. En plus des forces Fikret Abdic, une unité paramilitaire de Serbie connue comme les Scorpions qui ont participé à des crimes de guerre sur les Bosniaques.
Quand le gouvernement du 5e corps de l'Armée de la république de Bosnie-Herzégovine, basé dans la partie sud de Bihać dans l'ouest de la Bosnie essaya de mettre fin à l'existence d'APWB, Abdić dressa une armée qui était approvisionnée, entraînée et financée par l'Armée de la république serbe de Bosnie et le renseignement serbe contre l'Armée de la république de Bosnie et d'Herzégovine (ARBiH) et les Bosniaques loyaux à Izetbegović. Les Serbes ont profité de la situation et ont renforcé leurs positions ainsi que celle d'Abdić. En août 1995, une offensive ARBiH a mis fin à la république de Bosnie occidentale, le forçant à fuir vers la Croatie.
David Owen, un diplomate britannique et coauteur du plan d'offre de paix durant la guerre de Bosnie décrivant Abdić comme « franc, confiant et différent des musulmans de Sarajevo. Il était en faveur de la négociation et du compromis avec les Croates et les Serbes pour parvenir à une issue, et cinglant sur ces musulmans qui voulaient l'en empêcher ».

### Après la guerre
Après la guerre, il obtient l'asile politique et la citoyenneté par le président de Croatie Franjo Tuđman, et vit près de Rijeka. Le gouvernement de Bosnie-Herzégovine l'accuse des 121 morts civiles, de trois prisonniers de guerre et des 400 civils blessés à Bihać. La Croatie refuse cependant de l'extrader. Après la mort de Tuđman en 1999, et le changement de gouvernement en 2000 en Croatie, l'autorité croate l'arrête et le juge. En 2002 il est condamné à 20 ans de prison pour crime de guerre commis dans la zone de "Bihać pocket”. En 2005 la cour suprême de Croatie réduit sa peine à 15 ans de prison.
Abdić concourt pour le poste de membre de la présidence bosniaque en 2002 pour le parti Union populaire démocratique (en) (DNZ) et gagne 4,1 % des votes. La loi de Bosnie ne l'empêche pas de concourir pour le bureau à cause de sa condamnation en Croatie. Il a été libéré de prison le 8 mars 2012, après avoir purgé dix de ses 15 ans de peine.
Il devient maire de Velika Kladuša en 2016.